# Oddi
Oddi is een plaatsje in het zuiden van IJsland in Rangárvallasýsla dat al sinds de vroege geschiedenis van IJsland een belangrijke rol speelt. Tijdens de kerstening van IJsland in het jaar 1000 stond er op die plaats al een kerkje. De huidige kerk stamt uit 1924 en boven op de nabijgelegen heuvel is een uitkijkpunt waar men een fraai uitzicht op het omliggende gebied heeft.
De bekendste bewoner van Oddi was Sæmundur Sigfússon fróði (de Geleerde) (1056–1133). Hij was een zeer geleerd man, en hij was de eerste IJslander die in het buitenland gestudeerd heeft, onder andere aan de Sorbonne in Parijs. Hij stichtte na zijn terugkomst op IJsland bij Oddi een school dat later tot een centrum van wetenschap en literatuur zou uitgroeien. Oddi werd daarna door vele belangrijke IJslanders bezocht, zoals door de latere priesters van Skálholt Páll Jónsson en Þorlákur Þórhallsson. Ook de dichter en priester Matthías Jochumsson werkte in Oddi.

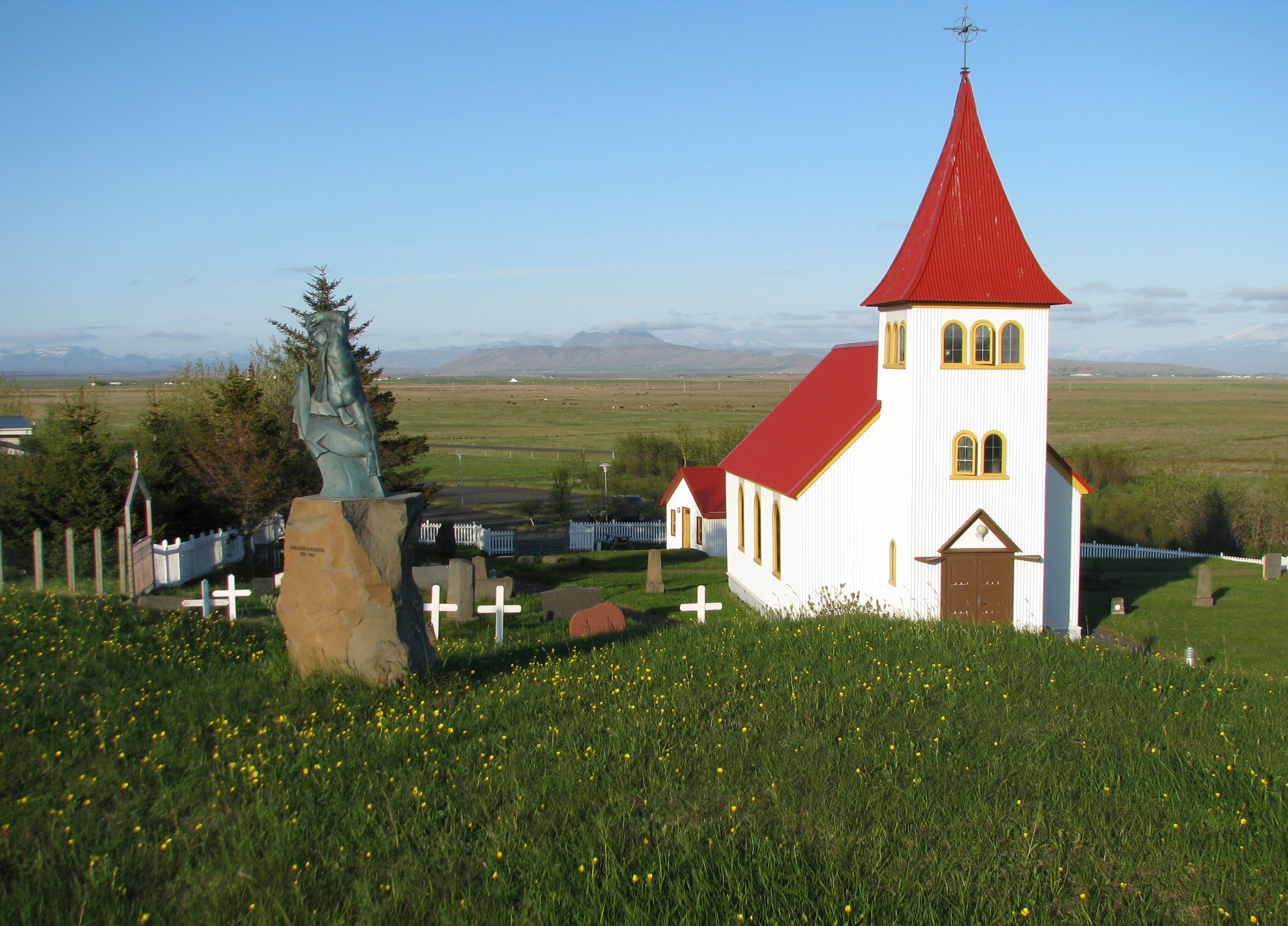
Het kerkje van Oddi.

Een andere belangrijke bewoner van Oddi was Sæmundurs kleinzoon Jón Loftsson (1124-1197). Jón was om zijn politieke invloed, kennis en vriendelijkheid bekend en geliefd. Hij nam de opvoeding van Snorri Sturluson (1178-1241) op zich die daarvoor op 3-jarige leeftijd vanuit Hvammur naar Oddi moest verhuizen. Van Sæmundurs nakomelingen stammen de zogenaamde Oddaverjar af, een belangrijke familieclan die in de IJslandse samenleving een zeer grote invloed uitoefende zoals tijdens de Sturlungaöld.

## Naamgeving
In tegenstelling tot de naamgeving van vele plaatsen op IJsland, is die van Oddi niet duidelijk. Er zijn meerdere verklaringen voor Oddi’s naam.
Allereerst betekent oddur in  het Oud-IJslands  zoiets als speerpunt. Volgens een volksverhaal viel er een speer uit de hemel naar beneden, en  moest er op de plek waar de speer de grond zou raken een kerk gebouwd worden.
Een andere verklaring zou zijn dat oddi naar landtong verwijst. Met deze landtong wordt het gebied waar Oddi ligt bedoeld, dat door de Eystri-Rangá en Ytri-Rangá wordt omsloten.